# Imagination!
Imagination! est le nom d'un pavillon du parc EPCOT de Walt Disney World Resort. Il regroupe plusieurs attractions. Il fut nommé Pavillon Journey Into Imagination de 1983 à 1995. C'est un pavillon dédié à l'imagination de l'homme et depuis 1995 il est même parfois surnommé Imagination Institute en raison de l'attraction Chérie, j'ai rétréci le public qui utilisait ce nom. Le pavillon est sponsorisé depuis son ouverture par la société Kodak.
Le pavillon est composé de deux bâtiments sur une superficie au sol de 1 600 m2. L'attraction principale est le voyage dans l'imaginaire baptisé Journey Into Imagination with Figment dont l'entrée se fait par les deux pyramides de verres. (Le sommet des pyramides est biseauté, ce ne sont donc pas à proprement parler de vraies pyramides). Et en guise de post-show, les visiteurs peuvent découvrir les jeux du Imageworks - What if Labs.
Juste sur la gauche des pyramides se trouve la salle de projection en cinéma 3D - 4D, l'ancien "Magic Eye theater", renommé "Imagination Institute theater" et actuellement appelé simplement Captain Eo theater. C'est ce pavillon qui accueillait jusqu'en 2009 l'attraction Chérie, j'ai rétréci le public, remplacé depuis par Captain EO

## Historique
L'histoire du pavillon débute le 1er octobre 1982 sous le nom Journey Into Imagination avec une salle de cinéma en relief, le Magic Eye Theatre proposant le film Magic Journeys. Durant un an la salle fut seule dans le pavillon mais une attraction était en cours de construction dans l'autre aile du bâtiment.

L'attraction Journey Into Imagination ouvrit ses portes le 5 mars 1983. À l'étage sous les pyramides, une aire de jeux nommée ImageWorks était déjà ouverte au public depuis l'ouverture du parc. 
En 1986, le film Magic Journeys fut transféré dans le Magic Kingdom et remplacé par Captain EO dans le Magic Eye Theater.
En 1995, le film Captain EO fut à son tour remplacé par Honey, I Shrunk the Audience (Chérie, j'ai rétréci le public). Le Magic Eye Theater fut rebaptisé Imagination Institute Theater.
L'attraction Journey Into Imagination ferma en 1999, à la suite du renouvellement du partenariat avec Kodak, le pavillon subit alors de profonds changements  : l'attraction majeure fut fermée, le personnage de Dreamfinder (le personnage humain de l'attraction qui "capte des idées pour notre imagination) ainsi que Figment, un dragon violet fruit de cette imagination disparurent (voir ci-dessous). L'attraction rouvrit en 2001 sous le nom de Journey into Your Imagination et avait comme univers celui de l'Imagination Institute et le professeur Nigel Shanning (le président cet institut) qui nous proposait de développer notre créativité au travers de plusieurs tests mis au point dans le pavillon. Malheureusement, Figment et Dreamfinder n'étaient plus de la partie (à l'exception de Figment qui faisait des brêves apparitions). L'attraction reçu un très mauvais accueil du public et à la suite des nombreuses protestations, une 3e version ouvrit en 2002 et se nomma Journey into Imagination with Figment, dans lequel le petit dragon redevient un des personnages principaux. Cette version est toujours ouverte actuellement.
Un projet de pavillon sur le cinéma devait accompagner ou compléter le pavillon sur l'imagination. Le projet se développa tellement qu'un parc complet fut construit : 
Disney-MGM Studios

## Attractions

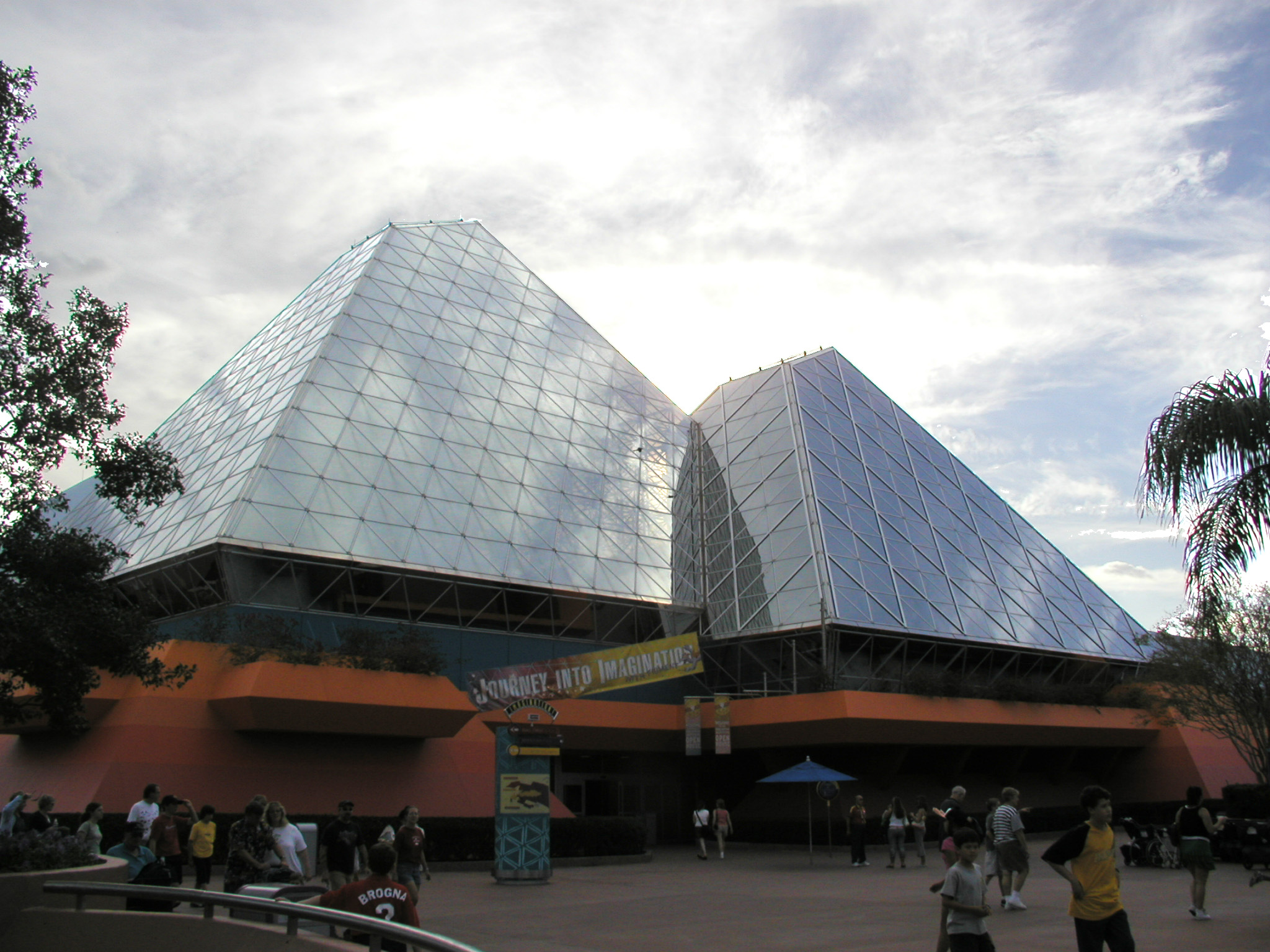
L'entrée du pavillon avec ses deux pyramides tronquées de verre

- Magic Journeys
- Journey Into Imagination
- ImageWorks
- Captain EO
- Honey, I Shrunk the Audience
- Imageworks - What If Labs
- Captain EO Tribute

### ImageWorks
ImageWorks ouvrit en 1982 avec le parc et le pavillon. C'était, à l'époque, le seul élément accessible au public du pavillon. L'attraction "Journey Into Imagination" connaissait un retard technique important et n'ouvrît que l'année suivante. Imageworks était sponsorisé par Kodak et se voulait le prolongement immédiat de l'attraction. Situé dans les pyramides du pavillon, on y accédait par un escalier en colimaçon à la sortie de "Journey Into Imagination". À l'intérieur, on y trouvait des activités novatrices et des jeux High-tech pour l'époque. On y trouvait, par exemple, des photomorph pour déformer son visage; une mini-école de comédie ou les visiteurs étaient filmés sur fond vert puis incrustés; des kaléidoscopes géants… L'une des attractions majeures fut le "Rainbow tunnel" dans lequel le visiteur traversait un tunnel entièrement rempli de tubes lumineux qui passaient toutes les couleurs de l'arc-en-ciel.
Lorsque le projet de créer "L'imagination Institute" a été lancé, l'aire de jeux géante fut fermée.

### What If Labs
What If Labs comme ImageWorks est une aire de jeux innovante en après-spectacle de Journey Into Imagination with Figment depuis la rénovation de 1999. Elle est plus orientée que son aînée sur la retouche des images et des surprenants création qui en découle. Elle est située au rez-de-chaussée du pavillon, sur l'espace qui fut dégagé lors des travaux de la nouvelle version de Journey Into Imagination.
Le premier étage de l'ancien Imageworks a été fermé au public et laissé à l'abandon.

## La version pour la Célébration du Millénaire
En 1997, la société Fujifilm, rivale de Kodak, proposa à la Walt Disney Company une offre pour rénover l'attraction Journey into Imagination et reprendre le contrat de partenariat de Kodak. L'attraction aurait été transformée en une version à sensation mais plus basée sur l'imagination.
Le contrat décennal de Kodak arrivait justement à échéance et Disney voulait absolument un sponsor pour ce pavillon phare à l'pproche de la Millennium Celebration, la cérémonie du second millénaire. Kodak voulait toutefois conserver le partenarait qui aurait pu entamer son contrat de développements photographiques. 

Kodak proposa alors une nouvelle version plus scientifique mais plus courte et avec des effets spéciaux moins coûteux pour Journey Into Imagination. Il faut savoir que cette dernière est l'une des attractions les plus coûteuse en entretien du parc EPCOT en raison de ces nombreux effets spéciaux, bien plus que Spaceship Earth, elle aussi un dark ride. Mais l'attraction est très populaire auprès du public et Disney voulait conserver l'un de ses succès. Disney accepta quand même le nouveau concept Kodak à la fin de l'année 1997.
En 1998, l'attraction Journey Into Imagination ferma pour une rénovation. À cette occasion, l'exposition ImageWorks fut fermée et le bâtiment repaint avec des couleurs bleu marine au lieu de bleu et blanc. Le symbole d'origine en verre fut remplacé par une version en bois et métal. La fontaine avec des jets sautillant (comme dans Alice's Curious Labyrinth) dut être réduite pour permettre l'ajout d'une nouvelle boutique, juste à la sortie de l'attraction. Elle fait double emploi avec celle située à l'entrée du cinéma en relief. WET Design en est le concepteur. Mais Disney accepta celle nouvelle boutique, mieux située et semble-t-il à l'avenir plus prometteur (et rentable). L'espace occupé par ImageWorks sous les pyramides devint inutilisé en raison de l'aménagement d'un nouvel espace au rez-de-chaussée.
L'attraction rouvrit en 1999, mais les personnages de Dreamfinder et Figment avaient bel et bien disparus sauf une brève apparition dans la file d'attente et à la fin de l'attraction. ImageWorks fut quant à elle recentrée sur l'imagination visuelle, pour de nombreux fans une publicité pour le partenaire.

L'attraction fut boycotté par les fans en parallèle à une campagne de soutien à l'ancienne version. Le nombre de visiteurs chuta drastiquement ainsi que la consommation de film Kodak dans le parc. Sous la pression des fans et de Kodak, Disney ferma à nouveau l'attraction en octobre 2001 pour la rouvrir début mai 2002, dans une version plus acceptable au souhait du public.